# Geoffrey Henry
Sir Geoffrey Arama Henry KBE (* 16. November 1940 in Aitutaki, Cookinseln; † 9. Mai 2012) war ein Politiker der Cookinseln.

## Biografie
Henry war ein Cousin von Albert R. Henry, dem ersten Premier der Cookinseln nach Gewährung der Selbstverwaltung 1965, und Mitglied von dessen Cook Islands Party.
Am 13. April 1983 wurde er als Nachfolger von Tom Davis erstmals selbst Premier, musste dieses Amt jedoch bereits am 16. November 1983 wieder an Tom Davis übergeben. Während seiner Amtszeit war er zugleich auch Finanzminister.
Nach dem Wahlsieg der Cook Islands Party wurde er am 1. Februar 1989 erneut Premierminister und Finanzminister und hatte diese Ämter bis zu seiner Ablösung durch seinen Parteifreund Joe Williams am 29. Juli 1999 inne. 1992 wurde er für seine Verdienste von Königin Elisabeth II. zum Knight Commander des Order of the British Empire ernannt. 1996 führte er umfangreiche finanzielle Reformen durch, die auch die Reduzierung der Regierungsbeschäftigten um 60 Prozent vorsah und zu einem Stellenabbau von 3500 auf 1440 Regierungsangestellte bei etwa 18.600 Einwohnern führte. Dadurch kam es auch zu einer Halbierung des Staatshaushalts.
Während der Amtszeiten der Premierminister Robert Woonton und Jim Marurai war er sowohl von 2002 bis 2003 als auch 2004 bis 2005 Stellvertretender Premierminister und Finanzminister.